# Уткальский университет

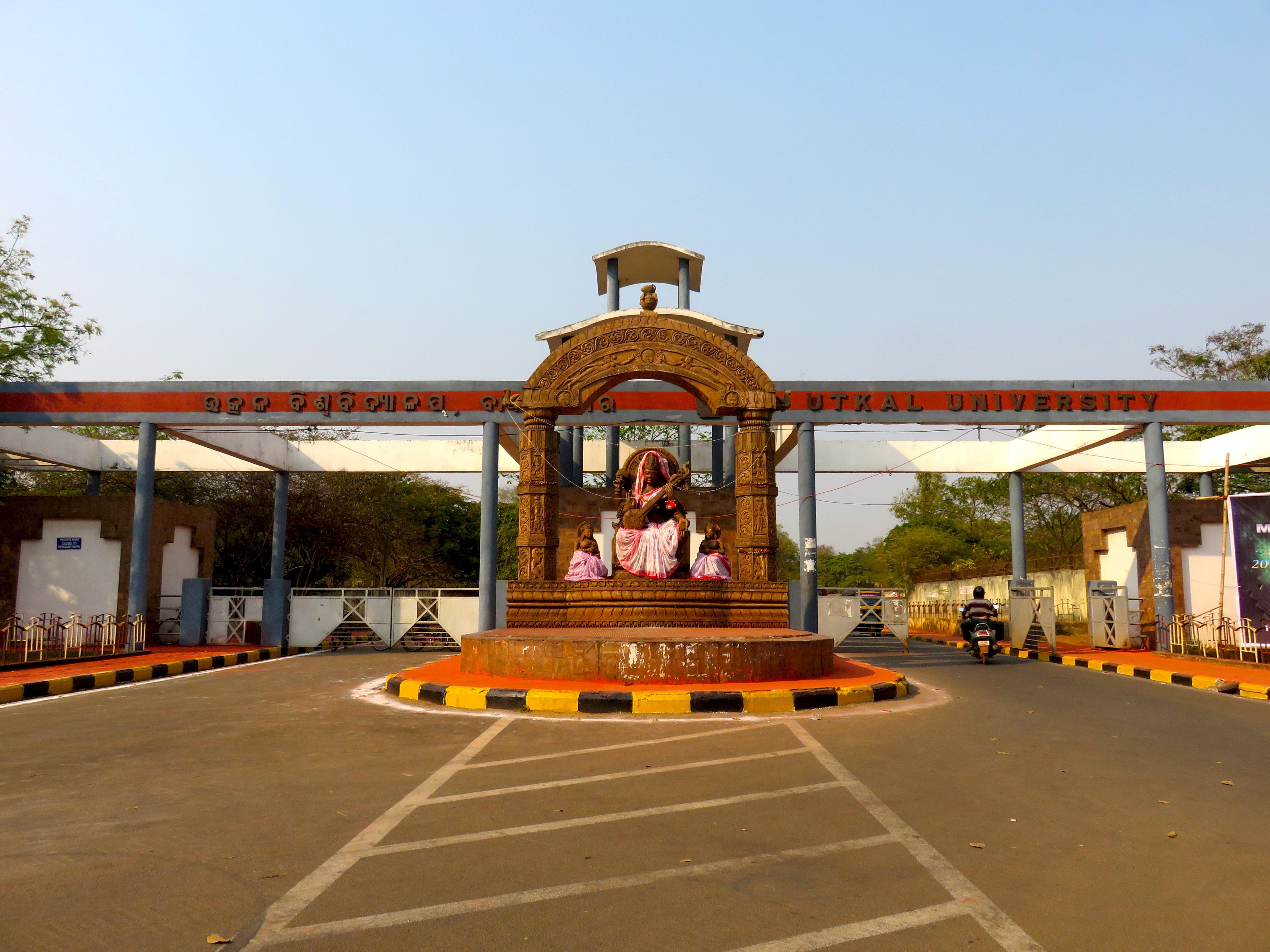
Центральный вход в Утка́льский университет

Утка́льский университет (англ. Utkal University) — университет в г. Бхубанешвар, Орисса, Индия. Старейший университет в штате Орисса и 17-й по дате основания в Индии. Основан декретом Законодательного собрания Ориссы 30 июня 1943 года. Уткальский университет включает 288 колледжей — по этому показателю университет занимает одно из первых мест среди индийских вузов.

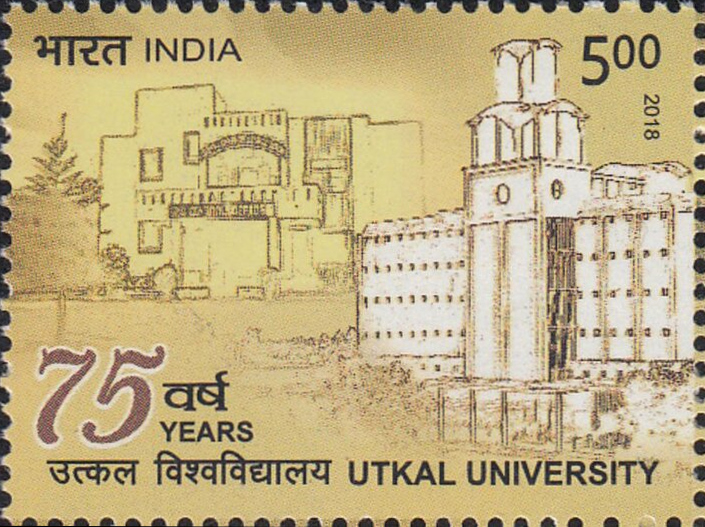
Почтовая марка Индии 2018 г. посвящённая 75-летию Уткальского университета

## Известные выпускники и преподаватели
- Кайлаш Паттанаик
- Бхартрухари Махтаб
- Джанаки Патнаик
- Сароджини Саху